# Oryctodromeus
 Oryctodromeus  („grabender Läufer“) ist eine Gattung kleiner ornithopoder Dinosaurier, von der nur die Typusart Oryctodromeus cubicularis (lat. cubiculum – Schlafzimmer) wissenschaftlich beschrieben wurde. Der lateinische Artname weist darauf hin, dass die Fossilien der Art, ein unvollständig erhaltenes ausgewachsenes Exemplar und zwei unvollständige Jungtiere, offenbar in einem selbst gegrabenen Erdbau gefunden wurden.
Die Funde stammen aus der frühen Oberkreide (Cenomanium) des US-Bundesstaates Montana.

## Beschreibung
Oryctodromeus cubicularis war ein mittelgroßer, zweibeiniger Dinosaurier von etwa zwei Metern Länge, wovon auf den Schwanz etwas über die Hälfte entfiel. Das Gewicht wurde auf 22 bis 32 kg geschätzt. Die Vorderbeine waren kräftiger entwickelt als bei verwandten Arten und die Becken- und Hinterbeinknochen waren stark entwickelt. Der breite Kopf trug eine schaufelartige Schnauze. Aus der Summe dieser Merkmale schlossen die Entdecker, dass die Art gut an das Graben in der Erde angepasst war.

## Lebensweise
Die Überreste der Art wurden in einem Erdbau gefunden, der einen abfallenden, gewundenen Tunnel und eine erweiterte Kammer an dessen Ende in etwa zwei Metern Tiefe aufwies. Der Gang hatte einen Durchmesser von etwa 30 cm, was knapp über der Breite des erwachsenen Tieres liegt. Die Entdecker nehmen an, dass das Tier den Bau als Versteck für seine Jungen gegraben hat. Die relative Größe der Jungtiere weist dabei auf eine längere Dauer der Brutpflege hin. Der Erdbau könnte auch als Schutz vor ungünstigen Umwelteinflüssen gedient haben.
Die Art war wahrscheinlich herbivor und konnte aufgrund der langen Hinterbeine an der Erdoberfläche schnell laufen.

## Systematik
Oryctodromeus gehört zu den basalen Euornithopoden und ist wahrscheinlich nah mit den Gattungen Orodromeus und Zephyrosaurus verwandt. Aufgrund der Ähnlichkeiten des Körperbaus zwischen diesen Tieren wird angenommen, dass alle diese Arten zum Graben von Erdbauten und nach Nahrung fähig waren. Die Einordnung in eine Familie wurde nicht vorgenommen.